# Rheinmetall-Borsig RI 502

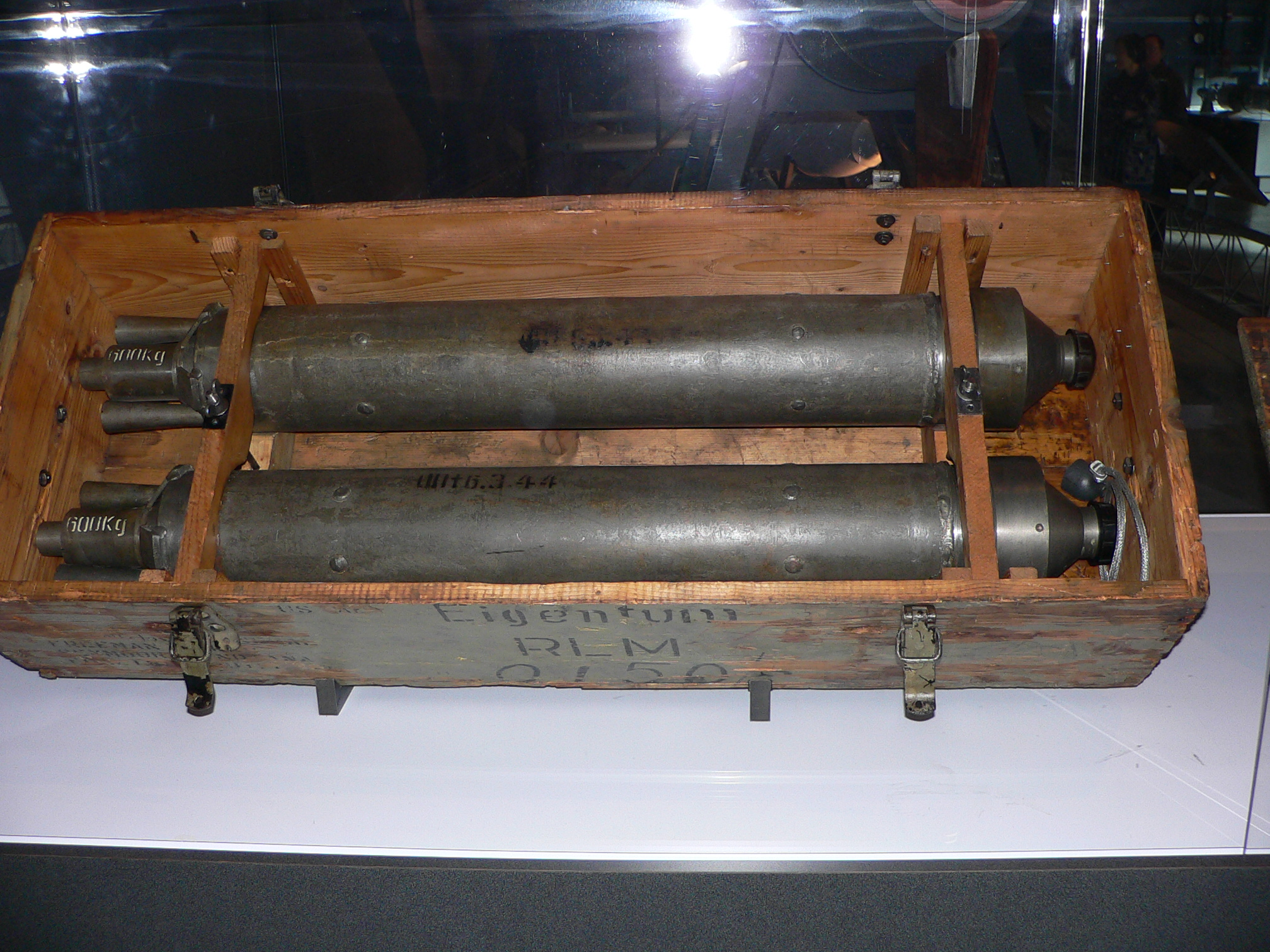
Kiste mit Paar RI 502 (National Air and Space Museum in Washington, D.C.)

Rheinmetall-Borsig RI 502 war ein Feststoffraketentriebwerk, das als Starthilfsrakete verwendet wurde. Es lieferte für etwa 9 Sekunden einen Schub von etwa 1000 kp (9,8 kN). Nachdem sie ausgebrannt waren, wurden sie abgeworfen, eingesammelt und wiederverwendet. Sie wurden immer paarweise ausgeliefert. Sie wurden hauptsächlich für Lastensegler verwendet, aber auch zum Verkürzen der Startstrecke von Strahljägern.

## Erhaltene Exemplare
Weltweit sind nur etwa 5 dieser Raketentriebwerke erhalten. Zwei befinden sich National Air and Space Museum in Washington, D.C. Eins ist im „Flugzeugmuseum Hangar SW“ in Höfen in Österreich ausgestellt.

## Verwendung
- Gotha Go 242
- Messerschmitt Me 262
- Heinkel He 162